# Joni Mäki
Joni Mäki, född 24 januari 1995 i Vasa, är en finländsk längdskidåkare som representerar skidklubben Pyhäjärven Pohti.
Han gjorde sin debut i världscupen den 1 mars 2014 i Lahtis. Under juniorvärldsmästerskapen 2014 tog han brons i fristilssprint bakom fransmannen Jean Tiberghien och svenske Oskar Svensson. Han deltog också i Världsmästerskapen i nordisk skidsport 2019 i Seefeld in Tirol i Österrike. I Seefeld tog han sig vidare till kvartsfinal i fristilssprint.
Mäki tog sin första pallplats i världscupen i sprintstafetten i Planica den 22 december 2019, där han och Ristomatti Hakola placerade tredje. Hans andra pallplats kom den följande säsong i stafetten om 4x7.5 kilometer i Lahtis den 24 januari 2021, Mäkis födelsedag. Det var dock inte utan kontroverser. Mäki, som körde sista sträckan, spurtade ner den meriterade ryssen Aleksandr Bolsjunov på upploppet och gick in som tvåa. Bolsjunov, som kände sig stängd av Mäki, svarade med att tackla ner finländaren på marken i målfållan. Mäki anklagades senare av det ryska laget för att ha provocerat Bolsjunov med diverse glåpord under sträckans gång. Juryn diskade det ryska laget, men Finlands andraplats stod sig.
En månad senare i nordiska världsmästerskapen i tyska Oberstdorf vann Mäki sin första världsmästerskapmedalj när han tog silver i sprintstafetten, igen med Ristomatti Hakola som sitt par. I den individuella sprinttävlingen placerade han 13:e, precis som i Seefeld två år tidigare.
Mäki bor i Vuokatti.

## Pallplatser i världscupen
Joni Mäki har två pallplatser i världscupen i längdskidor.
| Säsong  | Datum            | Plats              | Disciplin             | Placering |
| ------- | ---------------- | ------------------ | --------------------- | --------- |
| 2019/20 | 22 december 2019 | Planica, Slovenien | Sprintstafett (F) (M) | 3:a       |
| 2020/21 | 24 januari 2021  | Lahtis, Finland    | 4x7,5km stafett (M)   | 2:a       |